# Nombre taxicab

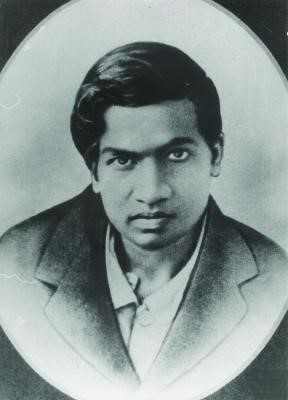
Srinivasa Ramanujan qui est à l'origine de l'idée des nombres taxicab.

En mathématiques, un nombre taxicab, ou nombre de Hardy–Ramanujan, est un entier naturel qui peut s'exprimer comme somme de deux cubes strictement positifs de deux façons différentes au moins, à l'ordre des opérandes près. L'appellation "taxicab" provient du fait que le plus petit d'entre eux, 1729, était le numéro d'un taxi dans une anecdote rapportée par le mathématicien Hardy.
On note {\displaystyle \operatorname {Ta} (n)} ou {\displaystyle \operatorname {Taxicab} (n)}, le plus petit nombre taxicab qui peut être exprimé de {\displaystyle n} façons distinctes comme somme de deux cubes strictement positifs. Hardy et E. M. Wright démontrèrent en 1938 que ce nombre existe pour tout entier {\displaystyle n\geqslant 1} ; néanmoins, leur preuve n'indique pas comment le construire.
La suite croissante des nombres taxicab est répertoriée comme suite A001235 de l'OEIS, et celle des {\displaystyle \operatorname {Ta} (n)} comme suite A011541 de l'OEIS.

## Histoire
Godfrey Harold Hardy, mathématicien britannique de la première moitié du XXe siècle, rapporte l'anecdote suivante, concernant le mathématicien indien Srinivasa Ramanujan :

« Je me souviens que j'allais le voir une fois, alors qu'il était malade, à Putney. J'avais pris un taxi portant le numéro 1729 et je remarquai que ce nombre me semblait peu intéressant, ajoutant que j'espérais que ce ne fût pas mauvais signe. 
— Non, me répondit-il, c'est un nombre très intéressant : c'est le plus petit nombre décomposable en somme de deux cubes de deux manières différentes. »

 En effet, {\displaystyle 9^{3}+10^{3}=1^{3}+12^{3}=1729}. Et Hardy conclut (après avoir tout de même remarqué que Ramanujan ignorait la réponse à la même question pour les puissances quatrièmes) qu'il « donnait l'impression que chaque entier naturel était un de ses amis personnels ».
D'autres nombres ayant cette propriété avaient été trouvés par le mathématicien français Bernard Frénicle de Bessy (1602-1675) :
{\displaystyle {\begin{array}{rrrrr}4104&=&2^{3}&+&16^{3}&=&9^{3}&+&15^{3}\\20683&=&10^{3}&+&27^{3}&=&19^{3}&+&24^{3}\\39312&=&2^{3}&+&34^{3}&=&15^{3}&+&33^{3}\\40033&=&9^{3}&+&34^{3}&=&16^{3}&+&33^{3}\end{array}}}
{\displaystyle \operatorname {Ta} (2)=1729} fut publié en premier par Bernard Frénicle de Bessy en 1657. Les nombres {\displaystyle \operatorname {Ta} (n)} postérieurs furent trouvés avec l'aide d'ordinateurs ; John Leech obtint {\displaystyle \operatorname {Ta} (3)} en 1957,, E. Rosenstiel, J. A. Dardis et C. R. Rosenstiel trouvèrent {\displaystyle \operatorname {Ta} (4)} en 1991, et David W. Wilson trouva {\displaystyle \operatorname {Ta} (5)} en 1999,.
{\displaystyle \operatorname {Ta} (6)}, fut confirmé par Uwe Hollerbach sur la NMBRTHRY mailing list en 2008.

## Variantes

### Autorisation de cubes négatifs
Le n-ième nombre cabtaxi est défini comme le plus petit entier naturel non nul pouvant s'écrire de {\displaystyle n} façons différentes (à l'ordre des termes près) comme somme de deux cubes positifs, nuls ou négatifs. Pour {\displaystyle n=2}, c'est {\displaystyle 91=3^{3}+4^{3}=6^{3}+(-5)^{3}}.

### Autres puissances
Le plus petit nombre décomposable de deux manières différentes en somme de deux puissances quatrièmes est 635 318 657, et c'est Euler (1707-1783) qui l'a trouvé : {\displaystyle 158^{4}+59^{4}=133^{4}+134^{4}=635\,318\,657.}

## NombresTa⁡(n){\displaystyle \operatorname {Ta} (n)}connus
Le nombre taxicab d'ordre 1 correspond au plus petit entier décomposable en une unique somme de deux cubes entiers positifs non nuls, à l'ordre des opérandes près. Il s'agit de l'entier 2, représenté par l'équation diophantienne, : 
{\displaystyle {\begin{aligned}\operatorname {Ta} (1)=2&=1^{3}+1^{3}\end{aligned}}}
Les {\displaystyle \operatorname {Ta} (n)} pour {\displaystyle n} de 2 à 6 sont :
{\displaystyle {\begin{aligned}\operatorname {Ta} (2)=1729&=1^{3}+12^{3}\\&=9^{3}+10^{3}\end{aligned}}}
{\displaystyle {\begin{aligned}\operatorname {Ta} (3)=87539319&=167^{3}+436^{3}\\&=228^{3}+423^{3}\\&=255^{3}+414^{3}\end{aligned}}}
{\displaystyle {\begin{aligned}\operatorname {Ta} (4)=6963472309248&=2421^{3}+19083^{3}\\&=5436^{3}+18948^{3}\\&=10200^{3}+18072^{3}\\&=13322^{3}+16630^{3}\end{aligned}}}
{\displaystyle {\begin{aligned}\operatorname {Ta} (5)=48988659276962496&=38787^{3}+365757^{3}\\&=107839^{3}+362753^{3}\\&=205292^{3}+342952^{3}\\&=221424^{3}+336588^{3}\\&=231518^{3}+331954^{3}\end{aligned}}}
{\displaystyle {\begin{aligned}\operatorname {Ta} (6)=24153319581254312065344&=582162^{3}+28906206^{3}\\&=3064173^{3}+28894803^{3}\\&=8519281^{3}+28657487^{3}\\&=16218068^{3}+27093208^{3}\\&=17492496^{3}+26590452^{3}\\&=18289922^{3}+26224366^{3}\end{aligned}}}

## Majorants de nombres taxicab
On connait des nombres décomposables en plus de six manières, mais on ne sait pas encore si ce sont les plus petits possibles à répondre aux exigences Taxicab. L'entier {\displaystyle \operatorname {Ta} (n)} est le plus petit qui est somme de deux cubes de {\displaystyle n} façons différentes. Si on trouve un entier {\displaystyle m} qui est somme de deux cubes de {\displaystyle n} façons différentes, on a donc {\displaystyle \operatorname {Ta} (n)\leqslant m}. Les majorants suivants ont ainsi été découverts en 2008 :
{\displaystyle {\begin{matrix}\operatorname {Ta} (7)\leqslant m=24885189317885898975235988544\\m=2648660966^{3}+1847282122^{3}\\m=2685635652^{3}+1766742096^{3}\\m=2736414008^{3}+1638024868^{3}\\m=2894406187^{3}+860447381^{3}\\m=2915734948^{3}+459531128^{3}\\m=2918375103^{3}+309481473^{3}\\m=2919526806^{3}+58798362^{3}\\\\\end{matrix}}}
{\displaystyle {\begin{matrix}\operatorname {Ta} (8)&\leqslant &50974398750539071400590819921724352\\&=&299512063576^{3}+288873662876^{3}\\&=&336379942682^{3}+234604829494^{3}\\&=&341075727804^{3}+224376246192^{3}\\&=&347524579016^{3}+208029158236^{3}\\&=&367589585749^{3}+109276817387^{3}\\&=&370298338396^{3}+58360453256^{3}\\&=&370633638081^{3}+39304147071^{3}\\&=&370779904362^{3}+7467391974^{3}\\\\\end{matrix}}}
{\displaystyle {\begin{matrix}\operatorname {Ta} (9)&\leqslant &136897813798023990395783317207361432493888\\&=&41632176837064^{3}+40153439139764^{3}\\&=&46756812032798^{3}+32610071299666^{3}\\&=&47409526164756^{3}+31188298220688^{3}\\&=&48305916483224^{3}+28916052994804^{3}\\&=&51094952419111^{3}+15189477616793^{3}\\&=&51471469037044^{3}+8112103002584^{3}\\&=&51518075693259^{3}+5463276442869^{3}\\&=&51530042142656^{3}+4076877805588^{3}\\&=&51538406706318^{3}+1037967484386^{3}\\\\\end{matrix}}}
{\displaystyle {\begin{matrix}\operatorname {Ta} (10)&\leqslant &7335345315241855602572782233444632535674275447104\\&=&15695330667573128^{3}+15137846555691028^{3}\\&=&17627318136364846^{3}+12293996879974082^{3}\\&=&17873391364113012^{3}+11757988429199376^{3}\\&=&18211330514175448^{3}+10901351979041108^{3}\\&=&19262797062004847^{3}+5726433061530961^{3}\\&=&19404743826965588^{3}+3058262831974168^{3}\\&=&19422314536358643^{3}+2059655218961613^{3}\\&=&19426825887781312^{3}+1536982932706676^{3}\\&=&19429379778270560^{3}+904069333568884^{3}\\&=&19429979328281886^{3}+391313741613522^{3}\\\\\end{matrix}}}
{\displaystyle {\begin{matrix}\operatorname {Ta} (11)&\leqslant &87039729655193781808322993393446581825405320183232000\\&=&5134510178400057^{3}+443171971973855943^{3}\\&=&27089483598685872^{3}+443138459854855128^{3}\\&=&127174000598779680^{3}+439653507772479000^{3}\\&=&138573856797762960^{3}+438609133406051160^{3}\\&=&204623083640747772^{3}+428126038425768228^{3}\\&=&209891877907138700^{3}+426887616463852180^{3}\\&=&212424209933109720^{3}+426267111265435440^{3}\\&=&299032406381730840^{3}+392138457234189120^{3}\\&=&301539992238035460^{3}+390662458762053660^{3}\\&=&309479752750029680^{3}+385744811881975000^{3}\\&=&316469686016945240^{3}+381087194739069520^{3}\\\\\end{matrix}}}
{\displaystyle {\begin{matrix}\operatorname {Ta} (12)&\leqslant &16119148654034302034428760115512552827992287460693283776000\\&=&292667080168803249^{3}+25260802402509788751^{3}\\&=&771180546485662040^{3}+25260575914339118080^{3}\\&=&1544100565125094704^{3}+25258892211726742296^{3}\\&=&7248918034130441760^{3}+25060249943031303000^{3}\\&=&7898709837472488720^{3}+25000720604144916120^{3}\\&=&11663515767522623004^{3}+24403184190268788996^{3}\\&=&11963837040706905900^{3}+24332594138439574260^{3}\\&=&12108179966187254040^{3}+24297225342129820080^{3}\\&=&17044847163758657880^{3}+22351892062348779840^{3}\\&=&17187779557568021220^{3}+22267760149437058620^{3}\\&=&17640345906751691760^{3}+21987454277272575000^{3}\\&=&18038772102965878680^{3}+21721970100126962640^{3}\end{matrix}}}
Des majorants de {\displaystyle \operatorname {Ta} (n)} (nombres taxicab à {\displaystyle n} décompositions) ont également été trouvés pour tous les entiers {\displaystyle n} compris entre 13 et 22. On a ainsi :
{\displaystyle \operatorname {Ta} (13)\leqslant 10^{65}}
{\displaystyle \operatorname {Ta} (14)\leqslant 10^{73}}
{\displaystyle \operatorname {Ta} (15)\leqslant 10^{81}}
{\displaystyle \operatorname {Ta} (16)\leqslant 10^{91}}
{\displaystyle \operatorname {Ta} (17)\leqslant 10^{102}}
{\displaystyle \operatorname {Ta} (18)\leqslant 10^{113}}
{\displaystyle \operatorname {Ta} (19)\leqslant 10^{122}}
{\displaystyle \operatorname {Ta} (20)\leqslant 10^{133}}
{\displaystyle \operatorname {Ta} (21)\leqslant 10^{147}}
{\displaystyle \operatorname {Ta} (22)\leqslant 10^{160}}
Les décompositions des majorants de {\displaystyle \operatorname {Ta} (13)} à {\displaystyle \operatorname {Ta} (23)} sont disponibles sur un programme github.